# 战略与国际研究中心
战略与国际研究中心（英語：Center for Strategic and International Studies），簡稱CSIS，是美国一个总部位於華盛頓特區的智库，也是跨黨派的外交政策智庫，於1962年由海軍上將阿利·伯克和大使大衛·阿希爾成立。该智库原本是喬治城大學的一个机构，1987年7月1日正式脱离喬治城大學成为独立研究机构。
根據其使命宣言，“戰略與國際研究中心以提供戰略洞察力和政策解決方案，交由政府、國際機構、私營部門和民間社會進行決策。”該中心就經濟和安全問題，進行政策研究和政治戰略分析，其重點放在技術、公共政策、國際貿易和金融、能源等。

## 主要人物
- 中国研究部主任季北慈
- 米德伟，2001年至2009年擔任国际安全问题高级研究员。[1]
- 中國力量計畫主任、亞洲資深顧問：葛來儀[2]

## 主要出版物
2006年4月11日与国际经济研究所联合出版《中国：决算表》一书，讨论中国崛起和美国对策

## 历史
- 1984年2月，中国领导人邓小平曾会见乔治城大学战略与国际问题研究中心代表团。
- 2018年2月23日，國民黨文傳會前副主委胡文琦認為，战略与国际研究中心有關中國人民解放軍「突襲台灣」的基本邏輯錯誤。[3]
- 2019年4月8日，民視論壇中心《讀報》報導，民主進步黨立法委員蕭美琴日前透露將前往戰略與國際研究中心及大西洋理事會演講，中華民國總統蔡英文也將與戰略與國際研究中心進行視訊會議，但美國保守主義人士稱這兩家智庫接受中資資助。中華民國外交部駁斥，《讀報》「該則報導實係胡亂拼湊抹黑，已違反媒體處理新聞之基本原則」[4][5]。

### 引用
1. ↑  . National Democratic Institute.   [2020-01-18]. （原始内容存档于2021-03-19）.
2. ↑  江丁丁; 內幕出版社. . 內幕出版社. 2016-02-11: 112–  [2018-07-09]. ISBN 978-1-68182-046-0. （原始内容存档于2019-08-10）.
3. ↑  胡文琦. . 蘋果即時 (台灣蘋果日報). 2018-02-23 （中文（臺灣））.
4. ↑  黃筱筠. . 中評社. 2019-04-08  [2020-05-22] （中文（香港））.
5. ↑  新聞稿. . 中華民國外交部. 2019-04-08  [2020-05-22] （中文（臺灣））.